# 卷葉溼地蘚
卷葉溼地蘚（学名：Hyophila involuta）为叢蘚科濕地蘚屬下的一个种。